# Magnis (Carvoran)
Magnis byla římská pevnost v bezprostřední blízkosti Hadriánova valu v severní Británii. Její pozůstatky jsou známé i pod jménem římská pevnost Carvoran nebo Magnae Carvetiorum. Leží v hrabství Northumberland v severní Anglii, na místě, kudy vedla římská silnice Stanegate. Silnice i pevnost byly postaveny ještě dříve než Hadriánův val, okolo roku 80. Vallum se, což je neobvyklé, táhne severně od pevnosti, kterou od Hadriánova valu odděluje.
U pevnosti se nachází Muzeum římské armády.

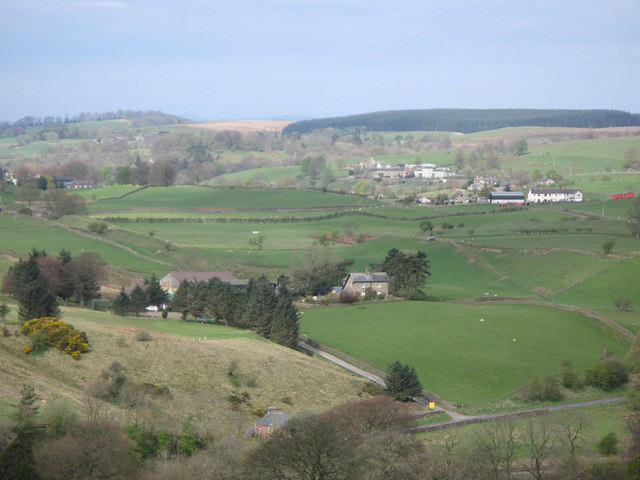
Široký rozhled z pevnosti Carvoran (Magna), směrem ke Gilslandu

## Název
Pevnost Carvoran je všeobecně ztotožňována s názvem “Magnis”, který se vyskytuje jak v ravennské Kosmografii, tak v dokumentu Notitia Dignitatum. Další důkaz podporující tuto podobu názvu pochází z částečně zachovalého nápisu (RIB 1825), který zřejmě viděl William Hutchinson v roce 1766. Ztracený zlomek nesl nápis Magne(n)s(ium). Jméno by mohlo vycházet z latinského tvaru adjektiva "magnus" (velký): Magni nebo Magna, proto se pevnost někdy uvádí pod jménem “Magna”. Toto pojmenování bývá však pro tuto poměrně malou pevnost považováno za dosti nevhodné, proto se uvažuje i o další možnosti, totiž že název je odvozen z keltského slova Maen („kámen“).

## Římská pevnost
Magnis byla původně postavena, aby chránila křižovatku silnice Maiden Way se Stanegate, s klíčovou zásobovací cestou, která spojovala pevnost Coria (Corbridge) na východě s pevností Luguvalium (Carlisle) na západě. A jako taková je starší než Hadriánův val.
Magnis je jednou ze šestnácti římských pevností při Hadriánově valu; kromě nich tam bylo 80 menších mílových pevností (milecastle) a 158 věžiček. Silnice Maiden Way vedla na jih od Magnis k pevnosti Bravoniacum (Kirkby Thore poblíž Penrithu). Pevností na půli cesty mezi těmito dvěma na Maiden Way byl hrad Whitley neboli Epiacum, severně od Alstonu v hrabství Cumbria, ačkoli sama pevnost Magnis leží nedaleko za hranicí už v hrabství Northumberland.

## Archeologické nálezy

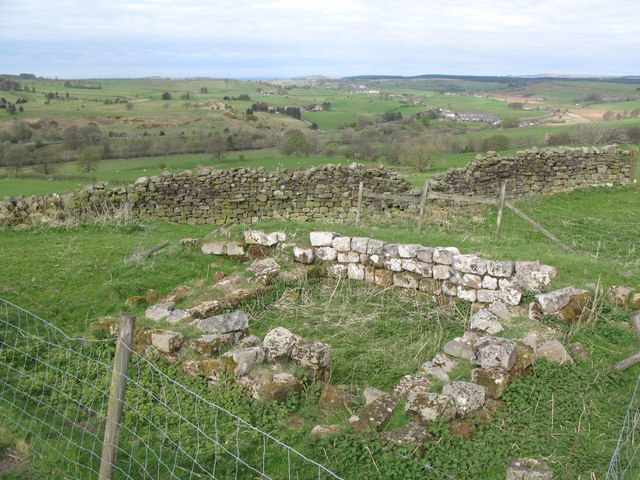
Římská pevnost Carvoran (Magna) - věž v severozápadním rohu

Zachovala se část zdiva severozápadního rohu pevnosti.
Kromě toho letecké fotografie ukázaly, že na tomto místě stávala mnohem větší pevnost, některé důkazy svědčí o tom, že tam snad dokonce bylo několikero pevností před tou kamennou, jejíž zbytky lze vidět. Geofyzikální výzkum ukázal stopy po polích na západě, kasárenské bloky na severu pevnosti a kamenné domy při silnici Stanegate. Žádný archeologický výzkum v Carvoranu dosud neproběhl, oltáře a nápisy byly objevovány náhodně. Podle nich některé zdejší jednotky pocházely z tak vzdálených krajů, jako je Sýrie.
Lázně ležely mimo samotnou pevnost.

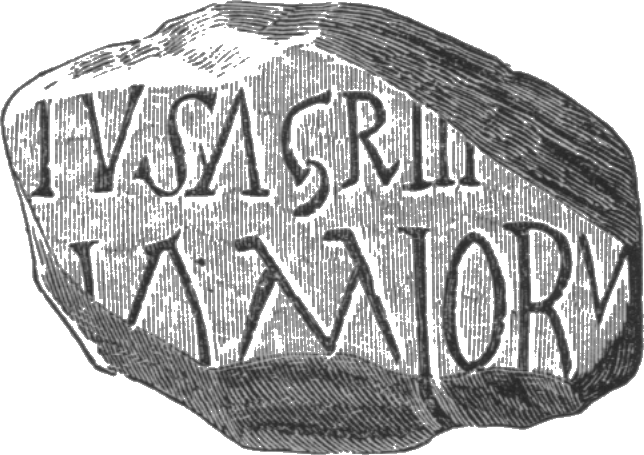
Nápis Agrippa, voják první kohorty Hamianů, nalezeno před 1840 v pevnosti Carvoran (Magnis)

Vnější kamenný val byl postaven v letech 136 až 137 kohortou Hamianů, která tehdy tvořila posádku pevnosti. Byla to kohorta lučištníků, což je samo o sobě neobvyklé. Geofyzikální průzkum v roce 2000 ukázal, že pevnost byla obrácená k jihu; na západ, jih avýchod kolem ní se rozkládala rozsáhlá civilní osada (vicus).
K artefaktům z pevnosti Magnis patří železná hlavice kopí o délce 61 cm nalezená v hloubce 11 m ve studni, a bronzový modius, kterým se měřilo množství obilí.

## Muzeum římské armády
V pevnosti Magnis je umístěno římské armádní muzeum, které provozuje Vindolanda Trust. Stejně jako muzeum ve Vindolandě bylo v roce 2011 zmodernizováno a znovu otevřeno. Seznamuje s životem v pohraničí na severním konci Římské říše. Muzeum vystavuje pravé římské artefakty včetně zbraní a nástrojů; dále repliky ve skutečné velikosti; minulost a přítomnost Hadriánova valu názorně ukazuje 3D film. Je zde také galerie věnovaná samotnému císaři Hadriánovi. Velká galerie ukazuje každodenní život v římské armádě, viděný očima týmu osmi pomocných vojáků; další film ukazuje, kterým činnostem se věnovali. K pozoruhodným exponátům muzea patří jediný dochovaný hřeben přilby.